# (1989) Tatry
(1989) Tatry (1955 FG) ist ein Asteroid des Hauptgürtels, der am 20. März 1955 von den tschechoslowakischen Astronomen Alois Paroubek und Regina Podstanická im Observatorium Skalnaté Pleso entdeckt wurde.

## Benennung
Der Asteroid wurde nach der Hohen Tatra (slowak.: Vysoké Tatry), der höchsten slowakischen Bergkette, benannt.